# Manden med tubaen
|  | Denne artikel er oprettet af botten PalnaBot ud fra en ekstern database. Den kan derfor have sproglige fejl eller mangler. Denne skabelon kan fjernes efter kontrol af indholdet. |

Manden med tubaen er en kortfilm instrueret af Anders Gustafsson efter manuskript af Ulf Stark, Anders Gustafsson.

## Handling
Stenhuggeren Finn savner mening og passion i sit ensomme liv. Da han en dag ser en tuba i et butiksvindue, bliver han som forelsket. Han køber tubaen og begynder at øve sig energisk, men der er ingen, som har lyst til at høre på hans tøvende forsøg. Finn er næsten ved at opgive sit spil, da han ved en tilfældighed og ved hjælp af sin musik, forhindrer en kvinde i at tage sit eget liv. Finns liv får ny mening, og for første gang er der nogen, som vil lytte til hans spil. Men alt er ikke så enkelt, end ikke, når man har fundet sit livs passion.